# Tyromyces subviridis
Tyromyces subviridis är en svampart som beskrevs av Ryvarden & Guzmán 2001. Tyromyces subviridis ingår i släktet Tyromyces och familjen Polyporaceae.   Inga underarter finns listade i Catalogue of Life.